# 丁期昌
丁期昌（？—17世紀），山西平陽府解州安邑縣人，明末清初政治人物。

## 生平
丁期昌是崇禎九年（1636年）舉人，崇禎十六年（1643年）成進士。明亡仕清，任湖廣黃州府推官。他精於律例，多次平反冤獄，得薦舉為廉官第一，但因為剛直忤逆權臣被罷官，之後不再出門，布衣蔬食為生，沒有因貧乏顯露不滿神色。

## 引用
1. 1 2  乾隆《解州全志·卷九·人物》：丁期昌，前明崇正癸未進士。國初揚州府推官，調黃州，精律例，多所平反。舉廉官第一，尋以忤直指罷歸，閉門不出，布衣蔬食，周貧乏無德色。
2. ↑  乾隆《解州全志·卷六·選舉》：崇禎九年丙子科（舉人）……丁期昌 運庠，見進士